# Comté de Pike (Géorgie)
Pour les articles homonymes, voir Comté de Pike.
Le comté de Pike est un comté de Géorgie, aux États-Unis.

## Démographie
| 1830  | 1840  | 1850   | 1860   | 1870   | 1880   |
| ----- | ----- | ------ | ------ | ------ | ------ |
| 6 149 | 9 176 | 14 306 | 10 078 | 10 905 | 15 849 |

| 1890   | 1900   | 1910   | 1920   | 1930   | 1940   |
| ------ | ------ | ------ | ------ | ------ | ------ |
| 16 300 | 18 761 | 19 495 | 21 212 | 10 853 | 10 375 |

| 1950  | 1960  | 1970  | 1980  | 1990   | 2000   |
| ----- | ----- | ----- | ----- | ------ | ------ |
| 8 459 | 7 138 | 7 316 | 8 937 | 10 224 | 13 688 |

| 2010   | - | - | - | - | - |
| ------ | - | - | - | - | - |
| 17 869 | - | - | - | - | - |